# گسستگی زیستگاه

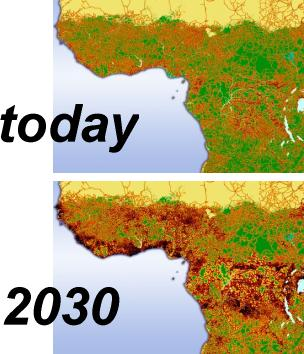
تکه‌تکه شدن زیستگاه طبیعی میمون‌های بزرگ در مرکز آفریقا

گسستگی زیستگاه یا خردشدن زیستگاه یا تکه‌تکه‌شدن زیستگاه (انگلیسی: Habitat fragmentation) به روندی گفته می‌شود که طی آن زیستگاه طبیعی یک ارگانیسم به محدوده‌های کوچک‌تری تقسیم می‌شود و این محدوده‌ها پیوستگی طبیعی خود را از دست می‌دهند. گسستگی زیستگاه در بوم‌شناسی و زیست‌شناسی فرگشتی از مفاهیم مهم به‌شمار می‌آید.
تکه‌تکه شدن زیستگاه ممکن است توسط فرایندهای زمین‌شناختی به‌وجود بیاید و همچنین ممکن است فعالیت‌های انسانی سبب آن شود.
بالاتر یا پایین‌تر رفتن سطح زمین‌ها بر اثر فعالیت‌های زمین‌شناختی و ایجاد رودها و دریاچه‌های جدید در جریان عمر زمین باعث گسست زیستگاه بسیاری از جانداران شده و امروزه، فعالیت‌های انسانی نظیر تغییر کاربری بخش‌های گسترده‌ای از یک سرزمین از طریق بریدن درختان جنگل یا ایجاد مناطق وسیع کشاورزی، تکه‌تکه شدن زیستگاه طبیعی بسیاری از جانداران را به دنبال داشته‌است.